# Virpi Niemelä

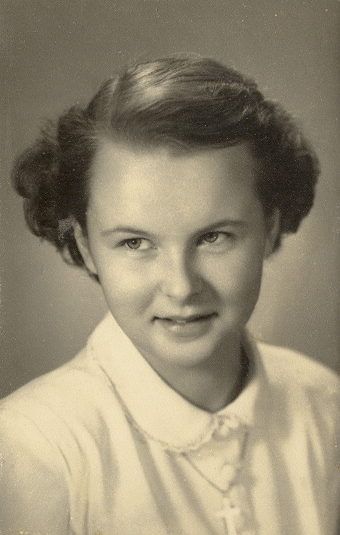
Virpi Niemelä

Virpi Sinikka Niemelä (* 26. Dezember 1936 in Helsinki, Finnland; † 18. Dezember 2006 in Argentinien) war eine finnisch-argentinische Astronomin und Hochschullehrerin. Sie war emeritierte Professorin an der Fakultät für Astronomische und Geophysikalische Wissenschaften der Universidad Nacional de La Plata (UNLP). Sie war die zweite Argentinierin, die zum Mitglied der Royal Astronomical Society gewählt wurde.

## Leben und Werk
Niemelä zog im Alter von 17 Jahren mit ihrer Familie nach Argentinien, da ihr Vater erfahren hatte, dass das Studium an der staatlichen Universität in Argentinien kostenlos war. Mit 19 Jahren begann sie Chemie an der UNLP zu studieren, entschied sich dann aber für ein Astronomiestudium an der damaligen Facultad de Ciencias Astronómicas y Geofísicas. Dort studierte sie Geophysik und promovierte 1974 bei Jorge Sahade.
Nach ihrer Promotion nahm sie eine Stelle an der Universidad Nacional de La Plata an und wurde durch die staatliche Forschungsförderungsorganisation CONICET gefördert. Während der Militärdiktatur in Argentinien von 1976 bis 1983 wurde sie 1979 aus dieser Position entlassen. Sie forschte aber weiterhin auf dem Gebiet der Wolf-Rayet-Sterne und massereicher Sterne, bis sie eine neue Stelle bei der Comisión de Investigaciones Cientifícas de la Provincia de Buenos Aires (CICBA) erhielt. Nachdem sie mehrere Jahre als CICBA-Mitglied am Instituto de Astronomía y Física del Espacio (IAFE) in Buenos Aires gearbeitet hatte, wurde sie zur Professorin an der Facultad de Ciencias Astronómicas y Geofísicas und 2005 zur emeritierten Professorin ernannt.
Ihre Forschung umfasste die Bestimmung der Sternmassen in Doppelsternsystemen, die Analyse der spektroskopischen Umlaufbahnen vieler von ihnen, basierend auf ihren Beobachtungen im El Leoncito Astronomical Complex in San Juan. Sie veröffentlichte mehr als 100 Artikel in internationalen Fachzeitschriften und 140 in nationalen und internationalen Konferenzberichten. Von 1997 bis 2001 war sie Mitglied des Redaktionsausschusses des mexikanischen Journals für Astronomie und Astrophysik und von 1993 bis 1996 war sie Vizepräsidentin der Asociación Argentina de Astronomía. Niemela war seit 2000 Astronomin am La-Plata-Observatorium und Mitglied der National Academy of Exact, Physical and Natural Sciences.
Niemelä hatte in den 1990er Jahren drei internationale wissenschaftliche Treffen in La Plata organisiert. Anlässlich ihres 70. Geburtstags fand vom 11. bis 14. Dezember 2006 in Cariló (Provinz Buenos Aires) ein internationaler Workshop zum Thema Massive Stars: Fundamental Parameters and Circumstellar Interactions statt. Während der Konferenz wurden bekannt gegeben, dass sie zum Mitglied der Royal Astronomical Society gewählt und der Asteroid (5289) Niemelä nach ihr benannt wurde.
Niemelä starb am 18. Dezember 2006, nur wenige Tage nach Ende des Treffens.
Niemelä hatte zwei Kinder und konnte mit der Hilfe eines Kindermädchens ihr Berufs- und Familienleben in Einklang bringen.

## Ehrungen (Auswahl)
- 1998: Carlos Varsavsky-Preis für Astronomie, Academy of Exact, Physical and Natural Sciences[4]
- 2003: Konex Platinum Award, der nur einmal pro Jahrzehnt verliehen wird
- 2006: Mitglied der Royal Astronomical Society